# Sindangagung
Sindangagung is een bestuurslaag in het regentschap Kuningan van de provincie West-Java, Indonesië. Sindangagung telt 4275 inwoners (volkstelling 2010).